# Campionat del Món de bàsquet masculí de 1950
El Campionat del Món de bàsquet masculí de 1950 fou la primera edició del Campionat del Món de bàsquet masculí per a equips nacionals masculins. Fou organitzat per la Federació Internacional de Basquetbol (FIBA), entre el 22 d'octubre i el 3 de novembre de 1950. Argentina fou la seu de la competició, que es disputà al Luna Park de Buenos Aires.
L'Argentina guanyà la seva primera medalla d'or, en derrotar la selecció dels Estats Units per 64-50 en el partit decisiu de la ronda final.

## Seu
Argentina fou la seu escollida en ésser un país neutral durant la recentment acabada Segona Guerra Mundial.
| Grup        | Ciutat       | Pavelló          | Capacitat |
| ----------- | ------------ | ---------------- | --------- |
| Ronda final | Buenos Aires | Estadi Luna Park | 9.000     |

## Equips participants
La FIBA va determinar els requisits per classificar-se per al Campionat del Món de la següent manera: els tres millors equips del torneig olímpic anterior (França, Brasil i Estats Units), els dos millors equips d'Amèrica del Sud (Uruguai i Xile, els dos primers equips del Campionat Sud-americà de bàsquet de 1949), el guanyador de l'Eurobasket 1949 (Egipte) i un equip d'Àsia (Corea del Sud), més el país amfitrió (Argentina).
Com que Corea del Sud es va retirar a causa de les dificultats de viatge, i l'Uruguai es va retirar després que se li denegaven visats per entrar a l'Argentina, la FIBA va estendre invitacions a Equador, Iugoslàvia, Espanya i Perú.
| Primera ronda preliminar               | Segona ronda preliminar                                       |
| -------------------------------------- | ------------------------------------------------------------- |
| - Egipte - Perú - Iugoslàvia - Equador | - Argentina - Brasil - Xile - França - Espanya - Estats Units |

## Àrbitres
- Ernesto Lastra
- Juan Carlos Sánchez
- Mario Lescourieux
- Aladino Astuto
- César Rego Monteiro
- Gonzalo Bulnes Herrera
- Abdelazim Ashri
- William Juengling
- Mariano del Río Garcimartín
- André Siener
- Gualtiero Follati
- Eduardo Airaldi
- Carlos B. Ceballos
- Marcel Pfeuti

## Ronda preliminar

### Primera ronda preliminar
| 22 Octubre | Perú                               | '33'–27 | Iugoslàvia | Buenos Aires |
| 22 Octubre | Resultat per meitats: 18-16, 15-11 |         |            | Buenos Aires |

| 22 Octubre | Egipte                             | '43'–37 | Equador | Buenos Aires |
| 22 Octubre | Resultat per meitats: 18-22, 25-15 |         |         | Buenos Aires |

- Egipte i Perú avancen cap a la segona ronda preliminar.
- Equador i Iugoslàvia avancen a la primera ronda de repesca.

### Segona ronda preliminar
| 23 Octubre | Estats Units                       | '37'–33 | Xile | Buenos Aires |
| 23 Octubre | Resultat per meitats: 20-19, 17-14 |         |      | Buenos Aires |

| 23 Octubre | Argentina                          | '56'–40 | França | Buenos Aires |
| 23 Octubre | Resultat per meitats: 30-17, 26-23 |         |        | Buenos Aires |

| 23 Octubre | Perú                               | 33–'40' | Brasil | Buenos Aires |
| 23 Octubre | Resultat per meitats: 15-16, 18-24 |         |        | Buenos Aires |

| 23 Octubre | Espanya                            | 56–'57' | Egipte | Buenos Aires |
| 23 Octubre | Resultat per meitats: 26-23, 30-34 |         |        | Buenos Aires |

- Argentina, Brasil, Egipte i Estats Units avancen a la ronda final.
- Xile i França avancen a la primera ronda de repesca.
- Perú i Espanya avancen a la segona ronda de repesca.

## Ronda de repesca

### Primera ronda de repesca
| 24 Octubre | Xile                               | '40'–24 | Iugoslàvia | Buenos Aires |
| 24 Octubre | Resultat per meitats: 27-11, 13-13 |         |            | Buenos Aires |

| 24 Octubre | Equador                            | 43–'48' | França | Buenos Aires |
| 24 Octubre | Resultat per meitats: 26-30, 17-18 |         |        | Buenos Aires |

- Xile i França avancen a la segona ronda de repesca.
- Equador i Iugoslàvia relegats a la ronda classificatòria.

### Segona ronda de repesca
| 25 Octubre | Espanya                            | 40–'54' | Xile | Buenos Aires |
| 25 Octubre | Resultat per meitats: 18-24, 22-30 |         |      | Buenos Aires |

| 25 Octubre | França                             | '49'–46 (pr) | Perú | Buenos Aires |
| 25 Octubre | Resultat per meitats: 25-22, 21-24 |              |      | Buenos Aires |

- Xile i França avancen a la ronda final.
- Perú i Espanya relegats a la ronda classificatòria.

## Ronda classificatòria
| Pos | Equip      | PJ | G | P | GF  | GC  | DG  | Pts |
| --- | ---------- | -- | - | - | --- | --- | --- | --- |
| 7   | Perú       | 3  | 3 | 0 | 140 | 123 | +17 | 6   |
| 8   | Equador    | 3  | 2 | 1 | 142 | 141 | +1  | 5   |
| 9   | Espanya    | 3  | 1 | 2 | 89  | 97  | −8  | 4   |
| 10  | Iugoslàvia | 3  | 0 | 3 | 83  | 93  | −10 | 2   |

| 27 Octubre | Equador                            | '45'–40 | Iugoslàvia | La Plata, Argentina |
| 27 Octubre | Resultat per meitats: 14-15, 31-25 |         |            | La Plata, Argentina |

| 27 Octubre | Perú                               | 43–37 | Espanya | La Plata, Argentina |
| 27 Octubre | Resultat per meitats: 20-19, 23-18 |       |         | La Plata, Argentina |

| 29 Octubre | Iugoslàvia                                                | 43–'46' | Perú | Rosario, Argentina |
| 29 Octubre | Resultat per meitats: 24-14, 11-21. Pròrroga/es: 4-4, 7-4 |         |      | Rosario, Argentina |

| 29 Octubre | Equador                            | '54'–50 | Espanya | Rosario, Argentina |
| 29 Octubre | Resultat per meitats: 29-25, 25-25 |         |         | Rosario, Argentina |

| 30 Octubre | Espanya | '2'–0 | Iugoslàvia | Buenos Aires, Argentina |

| 30 Octubre | Equador                            | 43–'51' | Perú | Buenos Aires, Argentina |
| 30 Octubre | Resultat per meitats: 17-23, 26-28 |         |      | Buenos Aires, Argentina |

## Ronda final
| Pos | Equip            | PJ | G | P | GF  | GC  | DG   | Pts |
| --- | ---------------- | -- | - | - | --- | --- | ---- | --- |
| 1   | Argentina (C, H) | 5  | 5 | 0 | 300 | 200 | +100 | 10  |
| 2   | Estats Units     | 5  | 4 | 1 | 221 | 200 | +21  | 9   |
| 3   | Xile             | 5  | 2 | 3 | 209 | 233 | −24  | 7   |
| 4   | Brasil           | 5  | 2 | 3 | 214 | 182 | +32  | 7   |
| 5   | Egipte           | 5  | 2 | 3 | 158 | 208 | −50  | 7   |
| 6   | França           | 5  | 0 | 5 | 173 | 252 | −79  | 5   |

| 27 Octubre | Xile                               | 48–44 | França | Buenos Aires, Argentina |
| 27 Octubre | Resultat per meitats: 27-19, 21-25 |       |        | Buenos Aires, Argentina |

| 27 Octubre | Egipte                             | 32–34 | Estats Units | Buenos Aires, Argentina |
| 27 Octubre | Resultat per meitats: 19-18, 13-16 |       |              | Buenos Aires, Argentina |

| 29 Octubre | Egipte                            | 31–28 | França | Buenos Aires, Argentina |
| 29 Octubre | Resultat per meitats: 10-9, 21-19 |       |        | Buenos Aires, Argentina |

| 29 Octubre | Argentina                          | 40–35 | Brasil | Buenos Aires, Argentina |
| 29 Octubre | Resultat per meitats: 22-21, 18-14 |       |        | Buenos Aires, Argentina |

| 30 Octubre | Argentina                          | 62–41 | Xile | Buenos Aires, Argentina |
| 30 Octubre | Resultat per meitats: 36-17, 26-24 |       |      | Buenos Aires, Argentina |

| 30 Octubre | Brasil                             | 42–45 | Estats Units | Buenos Aires, Argentina |
| 30 Octubre | Resultat per meitats: 25-26, 17-19 |       |              | Buenos Aires, Argentina |

| 31 Octubre | Brasil                            | 38–19 | Egipte | Buenos Aires, Argentina |
| 31 Octubre | Resultat per meitats: 17-11, 21-8 |       |        | Buenos Aires, Argentina |

| 31 Octubre | Argentina                          | 66–41 | França | Buenos Aires, Argentina |
| 31 Octubre | Resultat per meitats: 38-19, 28-22 |       |        | Buenos Aires, Argentina |

| 1 Novembre | Xile                               | 29–44 | Estats Units | Buenos Aires, Argentina |
| 1 Novembre | Resultat per meitats: 12-29, 17-15 |       |              | Buenos Aires, Argentina |

| 1 Novembre | Argentina                          | 68–33 | Egipte | Buenos Aires, Argentina |
| 1 Novembre | Resultat per meitats: 35-15, 33-18 |       |        | Buenos Aires, Argentina |

| 2 Novembre | França                             | 33–48 | Estats Units | Buenos Aires, Argentina |
| 2 Novembre | Resultat per meitats: 23-26, 10-22 |       |              | Buenos Aires, Argentina |

| 2 Novembre | Brasil                             | 40–51 | Xile | Buenos Aires, Argentina |
| 2 Novembre | Resultat per meitats: 17-25, 23-26 |       |      | Buenos Aires, Argentina |

| 3 Novembre | Xile                               | 40–43 | Egipte | Buenos Aires, Argentina |
| 3 Novembre | Resultat per meitats: 19-18, 21-25 |       |        | Buenos Aires, Argentina |

| 3 Novembre | Brasil                             | 59–27 | França | Buenos Aires, Argentina |
| 3 Novembre | Resultat per meitats: 31-14, 28-13 |       |        | Buenos Aires, Argentina |

| 3 Novembre | Argentina                          | 64–50 | Estats Units         | Buenos Aires, Argentina Assistència: 20.000 espectadors |
| 3 Novembre | Resultat per meitats: 34-24, 30-26 |       |                      | Buenos Aires, Argentina Assistència: 20.000 espectadors |
| 3 Novembre | Pts: Oscar Furlong 20              |       | Pts: John Stanich 11 | Buenos Aires, Argentina Assistència: 20.000 espectadors |

## Premis

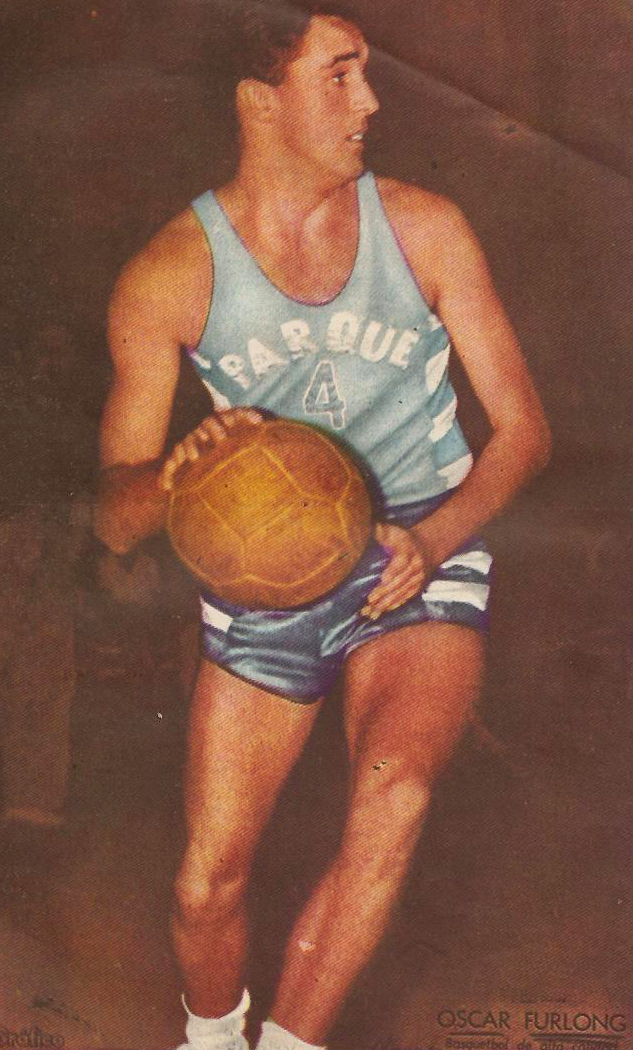
Oscar Furlong, MVP del campionat.

La selecció argentina guanyà el seu primer campionat i Oscar Furlong fou nomenat millor jugador del torneig. Furlong va promediar 11.2 punts per partit durant la competició.
| Guanyador de Campionat del Món de 1950 |
| -------------------------------------- |
| · Argentina · Primer títol             |

| Jugador més valuós |
| ------------------ |
| Oscar Furlong      |

| Equip del campionat - Oscar Furlong (Argentina) - John Stanich (USA) - Rufino Bernedo (Xile) - Álvaro Salvadores (Espanya) - Ricardo González (Argentina) | Màxims anotadors - Rufino Bernedo 86 - Oscar Furlong 67 - Fortunato Muñoz 66 - Ricardo González 64 - Víctor Mahana 63 - Alfredo Arroyave 57 - Álvaro Salvadores 55 - Eduardo Fiestas 52 - Jacques Perrier 50 - Alberto Fernández 49 |

## Classificació final

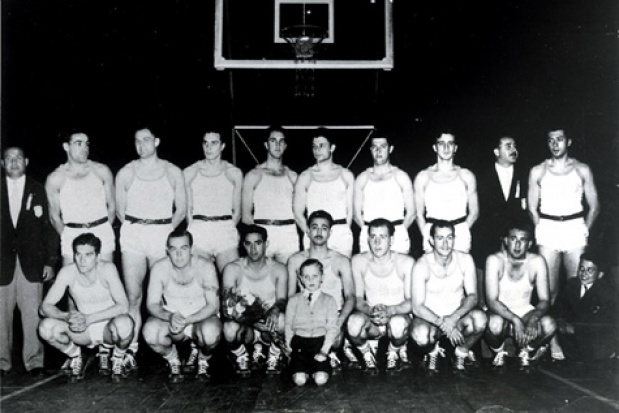
Equip de l'Argentina campió del món.

| Posició | Equip        | Balanç |
| ------- | ------------ | ------ |
| 1       | Argentina    | 6–0    |
| 2       | Estats Units | 5–1    |
| 3       | Xile         | 4–4    |
| 4       | Brasil       | 3–3    |
| 5       | Egipte       | 4–3    |
| 6       | França       | 2–6    |
| 7       | Perú         | 4–2    |
| 8       | Equador      | 2–3    |
| 9       | Espanya      | 1–4    |
| 10      | Iugoslàvia   | 0–5    |

## Jugadors participants
Font: Arxiu FIBA